# Acaulopage tigrina
Acaulopage tigrina är en svampart som beskrevs av C. Ciccar. 1989. Acaulopage tigrina ingår i släktet Acaulopage och familjen Zoopagaceae.   Inga underarter finns listade i Catalogue of Life.